# Cooper Landing
Cooper Landing ist ein Ort und ein census-designated place (CDP) im Kenai Peninsula Borough in Alaska. Das U.S. Census Bureau ermittelte bei der Volkszählung 2020 eine Einwohnerzahl von 344.

## Geographie
Cooper Landing liegt zentral auf der Kenai-Halbinsel in den Chugach Mountains westlich vom Kenai Lake. Der 123 m hoch gelegene Ort befindet sich  beiderseits des Kenai River. Der Sterling Highway (Alaska Route 1) führt an Cooper Landing vorbei. Cooper Landing liegt knapp 80 km östlich von Kenai 
sowie 75 km südlich von Anchorage. Das CDP-Gebiet umfasst einen Teil des nördlichen Arms des Kenai Lake. Im Süden reicht das CDP bis zum Nordende des Cooper Lake, im Norden bis zum Trout Lake. 5 km östlich vom Ortszentrum liegt der Flugplatz Quartz Creek.

## Geschichte
Das Gebiet wurde zwischen 1848 und 1851 erstmals besiedelt, als der russische Ingenieur P. Doroshin Gold fand. Später wurde der Ort nach Joseph Cooper, ein Prospektor, der 1884 in Cooper Landing Gold fand, benannt. Im Jahr 1898 wurde der Ort vom U.S. Geological Survey erfasst. Ab 1924 gab es ein Postamt. Eine Straßenverbindung nach Seward wurde 1938 fertiggestellt, eine nach Kenai im Jahre 1948. 1951 war auch eine Straßenverbindung nach Anchorage fertig. Der „Cooper Landing Community Club“ wurde 1949 gegründet. Das Cooper Lake-Wasserkraftwerk wurde 1959–60 errichtet. Cooper Landing wurde im Jahr 1980 ein census-designated place. 
Im National Register of Historic Places (NRHP) sind für Cooper Landing zwei Bauwerke bzw. historische Stätten gelistet:
- „Cooper Landing Historic District“ – eine Gruppe aus 5 Gebäuden, die zwischen 1905 und 1927 errichtet wurden und einen Bezug zum Transportkorridor auf dem Kenai River haben[2]
- „Cooper Landing Post Office“ – ursprünglich eine Hundeschlitten-Poststation[2]

## Demografie
Zum Zeitpunkt der Volkszählung im Jahre 2020 (U.S. Census 2020) hatte Cooper Landing 344 Einwohner auf einer Landfläche von 170,29 km². Von den Einwohnern waren 315 Weiße, einer afrikanisch-amerikanischer Abstammung sowie 5 Asiaten. Beim Zensus im Jahr 2000 wurden 369 Einwohner gezählt, 2010 waren es 289.